# Buccanodon duchaillui
Il barbetto macchiegialle (Buccanodon duchaillui Cassin, 1856) è un uccello della famiglia Lybiidae.